# Hovhannes Tumanyan
Hovhannes Tumanyan (armeană: Հովհաննես Թումանյան) (n. 19 februarie S.V. 7 februarie 1869 - 23 martie 1923) a fost un scriitor armean și activist public. Este considerat a fi poetul național al Armeniei.
Tumanyan a scris poezii, catrene, balade, romane, fabule, articole critice și articole jurnalistice. Opera sa a fost scrisă în mare parte în formă realistă, de multe ori cu o centrare asupra vieții de zi cu zi din timpul său. Născut în satul istoric Dsegh în Regiunea Lori, Tumanyan sa mutat la o vârstă fragedă la Tiflis, care era centrul culturii armene în Imperiul Rus la sfârșiul secolului al XIX-lea și începutul secolului al XX-lea. El a devenit curând cunoscut în societatea armeană pentru lucrările sale simple, dar foarte poetice.
Multe filme și filme de animație au fost adaptate din lucrările lui Tumanyan. Două opere: Anush (1912) de Armen Tigranian și Almast (1930) a lui Alexander Spendiaryan, au fost scrise pe baza textelor sale.

## Legături externe
- Poeme de Hovhannes Tumanyan Arhivat în 28 februarie 2019, la Wayback Machine.
- hy  Multe dintre povestirile sale pot fi gasite aici Arhivat în 16 februarie 2019, la Wayback Machine.
- en  Lucrări traduse